# Староолексинецький замок
Староолексинецький замок — втрачена оборонна споруда в селі Старому Олексинці Лопушненської громади Кременецького району Тернопільської области України.

## Відомості
На початку XVI ст. князь Збаразький у центрі села, на місці дерев'яного замку, що знищили татари, спорудив триповерхову фортецю (з тесаного каменю — стіни замку з бійницями та кутові вежі, з цегли — житлові приміщення-хороми та підземні ходи за периметром замку, що мали виходи далеко за його межами). Для цього на околицях села збудували цегельню (цеглу випалювали дубовими дровами) і вапнярку. Після закінчення спорудження замку річку, що протікала з південного боку, перекрили високою греблею, містком і водяним млином, утворивши 10-гектарний став, що є донині.
У другій половині XIX ст. Олександр Ржищевський перебував його в палац в неоготичному стилі.
До 1939 року замок стояв неушкоджений, згодом використовувався як склад і почав занепадати. У березні 1944 року в твердині перебував відділ повстанців УПА та штаб Енея. 
У 1950-х рр. фортецю розібрано на вимощення місцевої дороги та колгоспних будівель. Нині можна простежити лише вали-укріплення.